# Der Killerparasit
Der Killerparasit (englischer Originaltitel: Parasite) ist ein Science-Fiction-Horrorfilm von Charles Band aus dem Jahr 1982.

## Handlung
Die Handlung des Films spielt im Jahr 1992. Dr. Paul Dean führt biologische Experimente im Auftrag einer Organisation (Merchants) durch, die eng mit der Regierung zusammenarbeitet und diese inzwischen sogar dominiert. Es kommt zum Unfall, bei dem ein Parasit aus seinem Behälter entkommt und sich im Körper des Wissenschaftlers einnistet. Dean vernichtet alle anderen Parasiten bis auf einen, den er benötigt, um ein Heilmittel für sich selbst zu finden.
Dean flieht und wird in einem Lager im Gebirge in einen Kampf verwickelt, als er eine Frau vor einer Vergewaltigung retten will. Er kommt in den Ort Yoshua, wo er von Jugendlichen angegriffen wird. Die ortsansässige Patricia Welles hilft ihm und gewährt ihm Unterkunft. Die Bande verschafft sich Zutritt in das Hotelzimmer des Wissenschaftlers, wo anstelle des vermuteten Geldes ein Behälter mit einem Parasiten gefunden wird. Der befreite Parasit greift ein Gangmitglied nach dem anderen an.
Der Merchant Wolf sucht Dr. Dean. Er will den Parasiten in seinen Besitz bringen, um ihn für die finsteren Ziele seiner Organisation einzusetzen. Wolf überfällt Welles, wird aber von Ricus, dem Anführer der Jugendlichen, außer Gefecht gesetzt. Danach wird Welles von dem Parasiten angegriffen, der sich bisher von den Jugendlichen ernährt hat. Es gelingt Dean, den Parasiten in seinem eigenen Körper mit genau kalibrierten Schallwellen zu töten. Wolf attackiert Dean und Welles, wird aber von dem letzten Parasiten angefallen.
Wolf taumelt zu einem Treibstoffbehälter. Welles schießt auf den Behälter, der explodiert und in Flammen aufgeht. Wolf und der Parasit verbrennen.

## Erstaufführungen
- USA 12. März 1982
- Deutschland 18. November 1982

## Kritiken
Meinolf Zurhorst schrieb im Buch Demi Moore. Lady und Vamp., dass Charles Band einige SF-Horrorfilme gedreht habe, die so schlecht seien, dass sie deswegen Kultstatus erlangt hätten. Demi Moore zeige im Film eine „unterschwellige erotische Präsenz“, aber „kaum darstellerische Fähigkeiten“.:S. 164/166
Die Redaktion der Zeitschrift Film-dienst schrieb, dass die Handlung „fadenscheinig“ sei; die 3D-Bilder seien „widerwärtig“.:S. 236
Die Zeitschrift La Revue du Cinéma – La Saison Cinématographique schrieb im Jahr 1983, dass das Drehbuch „unausgewogen“ sei; die Darstellungen seien „mittelmäßig“.:S. 236

## Hintergrund
Der Film wurde im Vasquez Rocks Natural Area Park in Kalifornien gedreht. Seine Produktion kostete schätzungsweise 800.000 US-Dollar. Er spielte in den Kinos der USA 7 Millionen US-Dollar ein.
Der Film wurde als ein 3D-Film gedreht.